# تيد لاسو
تيد لاسو (بالإنجليزية: Ted Lasso)‏ هو مسلسل رياضة كوميدي أمريكي تم عرضه على أبل تي في + في 14 أغسطس 2020. المسلسل من بطولة جيسون سوديكس،هانا وادينغهام،جيريمي سويفت،نيك محمد وجونو تيمبل.
تدور أحداث المسلسل حول تيد لاسو مدرب كرة قدم أمريكية يتجه لبريطانيا ليدرب فريق كرة قدم بالرغم بأنه لا يعرف شئ عن هذة الرياضة.